# Кодай, Золтан

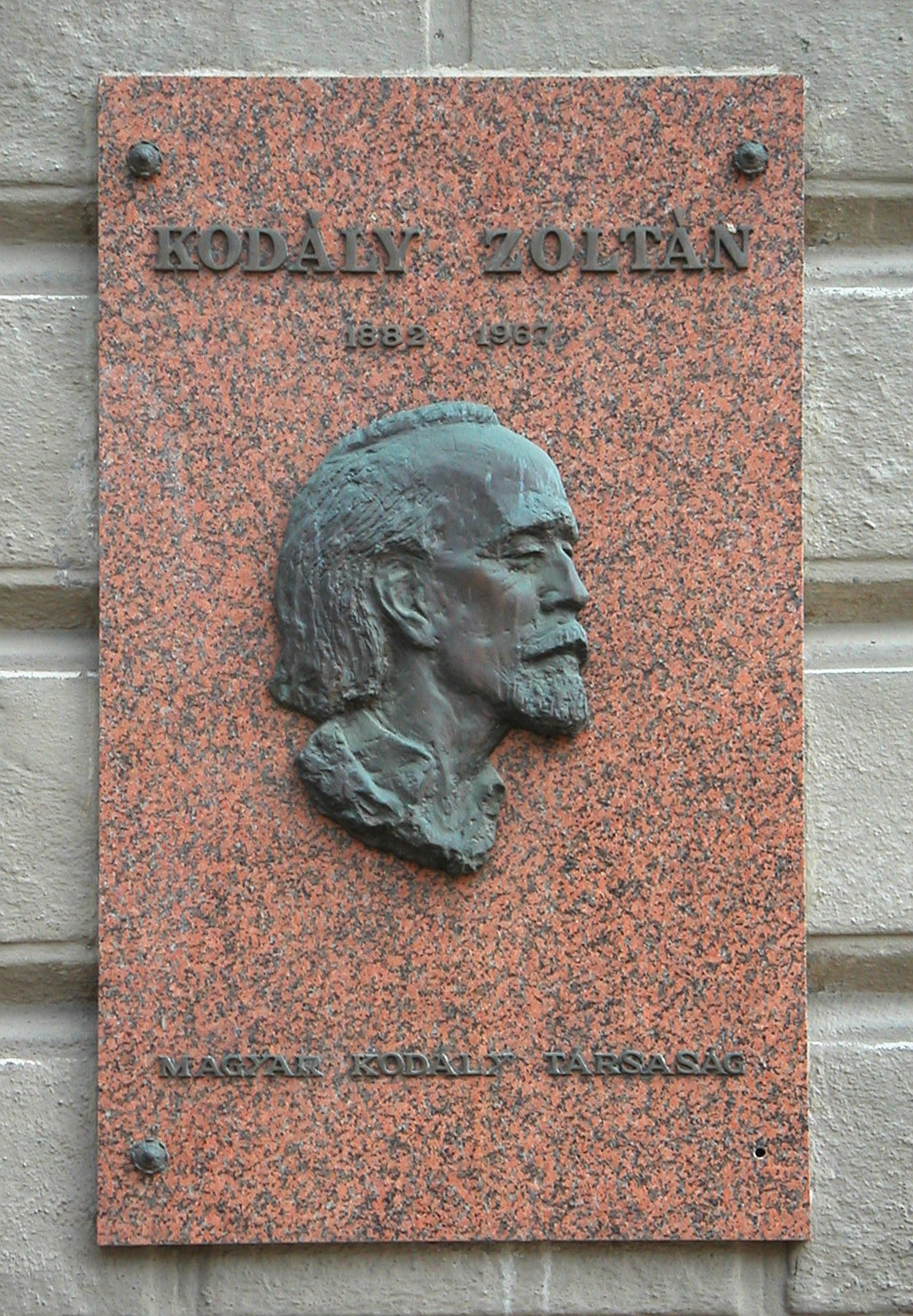
Мемориальная доска памяти З.Кодая в Будапеште

Зо́лтан Ко́дай (венг. Kodály Zoltán; 16 декабря 1882, Кечкемет — 6 марта 1967, Будапешт) — венгерский композитор и теоретик музыки, педагог.

## Биография
С детства играл на скрипке, учась у отца, музыканта-любителя. В 1900 г. поступил на отделение языков Будапештского университета и одновременно в класс композиции Ганса фон Кёсслера в Королевскую Венгерскую академию музыки. По окончании курса в течение года учился в Париже у Шарля Видора.
С 1905 г. занимался сбором произведений венгерского народного музыкального наследия, с этой целью ездил по сёлам различных венгерских провинций. Начиная с 1906 года публиковал, совместно с Белой Бартоком, многочисленные сборники народных песен. С 1912 года Кодай — профессор музыкальной академии в Будапеште. Среди его учеников были такие в будущем известные деятели музыкальной культуры, как Габор Дарваш, Антал Дорати, Золтан Гардоньи, Дьюла Давид, Режё Сугар и др. В этот период композитор активно занимался теорией музыки, писал работы по музыкальной педагогике. В частности, совместно со своим учеником Енё Адамом разработал метод Кодая, особенно успешный при обучении непрофессиональных музыкантов и хоровых групп.
В годы Первой мировой войны Кодай, совместно с Белой Бартоком, работал в секторе музыки отдела прессы военного министерства Австро-Венгрии в Будапеште. В 1919 году правительство Венгерской советской республики назначило его вице-президентом музыкальной академии, переименованной в Высшую школу музыкального искусства; после установления хортистского режима был вынужден временно прервать педагогическую деятельность (до 1921 года). В 1942 году вышел в отставку, получив звание почётного профессора, в самом конце Второй мировой войны стал президентом Венгерского совета искусств. В 1966 году был сформирован названный в его честь струнный квартет.
Почётный президент ИСМЕ. За заслуги в области музыкального искусства был отмечен наградами Венгерской Народной Республики.

## Музыкальные произведения

### Духовная музыка
- Psalmus Hungaricus — 1923
- Budavari Te Deum — 1936
- Missa brevis — 1944
- Adventi evek — 1963

### Оркестровыекомпозиции
- Летний вечер — 1906
- Сюита из оперы "Хари Янош" — 1927
- Танцы из Галанты — 1933
- Вариации к венгерской народной песне «Павлин» — 1937
- Концерт для оркестра — 1940
- Симфония — 1960

### Камерная музыка
- Лирические романсы для скрипки и виолончели — 1898
- Адажио для виолончели, скрипки и контрабаса — 1910
- Соната для виолончели и фортепиано, opus 4
- Соната для виолончели соло, opus 8
- Сонатина для виолончели и фортепиано
- Дуэт для виолончели и скрипки, opus 7
- Струнный квартет № 1, opus 2
- Струнный квартет № 2, opus 10
- 9 фортепианных пьес, opus 3
- 7 фортепианных пьес, opus 11.

## Сочинения
Kodaly, Zoltan «Wege zur Musik», Budapest, Corvina Kiado — 1983.

## Кинематограф
- В фантастическом фильме «Близкие контакты третьей степени» рассказывается о жестовом языке — последовательности Золтана Кодая, разработанной для обучения глухонемых детей музыке.